# Ultrasauros macintoshi
L''Ultrasauros' ("ultra rettile") è un genere di dinosauro erbivoro appartenente ai sauropodi, vissuto 145 milioni di anni fa, nel Giurassico superiore, in Colorado (USA). Fino a poco tempo fa, l'Ultrasauros, scoperto in Colorado (USA) sul finire degli anni '70, era denominato Ultrasaurus (con il nome che termina in us). All'insaputa degli scienziati americani, però, era stato trovato un altro grosso sauropode nella Corea del Sud, al quale era stato dato lo stesso nome nel 1983. Due anni dopo, quando finalmente l'Ultrasaurus americano venne descritto, il nome era stato quindi già occupato. Per evitare confusioni, dunque, il dinosauro del Colorado venne ribattezzato Ultrasauros (con il nome che termina in os).

## Taglie maxi
L'Ultrasauros venne scoperto negli stessi luoghi dove era stato rinvenuto un altro gigante, il Supersaurus.
Questi enormi dinosauri erano entrambi erbivori.
Assieme al Brachiosaurus tutti questi giganteschi animali furono tra i più grossi, alti e pesanti dinosauri mai apparsi sulla Terra.
Sebbene fosse simile a tutti gli altri sauropodi, l'Ultrasauros era enorme in tutto. Raggiungeva una lunghezza di 36 m, era circa 20 volte più pesante di un attuale elefante ed era alto più di un palazzo a quattro piani. Il suo collo incredibilmente lungo e la coda erano sostenuti da una colonna vertebrale simile a una trave.
La maggior parte del peso del dinosauro era sopportata dalle zampe. Ecco perché una delle ossa più importanti era la scapola, che collegava le zampe anteriori al resto del corpo.
Nell'Ultrasauros ciascuna scapola era larga e resistente e, vista in posizione verticale, era più alta del palo di una porta di un campo di calcio.

## Pietre e piante
Il corpo dell'ultrasauro era spiovente, poiché le zampe posteriori erano più corte di quelle anteriori.
Quando brucava tra gli alberi, questo dinosauro muoveva il lungo collo lateralmente e dal basso in alto.
Riusciva quindi a raggiungere sia le foglioline sulle cime alte sia i bassi arbusti.
L'Ultrasauros mangiava enormi quantitativi di vegetazione, che strappava con i denti a forma di scalpello. Per facilitare la digestione inghiottiva anche piccoli sassi che servivano a triturare le fibre nell'intestino, le quali terminavano la loro degradazione interna all'organismo dell'animale tramite la fermentazione.

## Branchi lenti
Sebbene sia difficile immaginare la scena, gli esperti ritengono che l'Ultrasauros vivesse in branchi che si muovevano lentamente in cerca di cibo. Certamente il suolo doveva tremare quando questi giganti si spostavano.
Le dimensioni dell'Ultrasauros scoraggiavano qualsiasi predatore dall'attaccare. Se però uno di questi dinosauri restava isolato dal branco non poteva ritenersi comunque al sicuro.
Su ciascun "piede" dalla forma simile a quello di un elefante, l'Ultrasauros aveva un artiglio acuminato. Con un calcio ben assestato e con un colpo della coda simile a una frusta, questo dinosauro poteva mettere fuori combattimento qualsiasi aggressore.

## Validità dubbia
Recentemente alcuni paleontologi hanno messo in discussione la validità tassonomica di questo genere; i resti ascritti a Ultrasauros, infatti, sono molto simili a quelli di Brachiosaurus; Ultrasauros, a tutti gli effetti, potrebbe rappresentare un grosso individuo di Brachiosaurus. La scoperta di Jensen è viziata da un errore di fondo: i resti furono poi identificati come possibili appartenenti a due generi noti ovvero il Brachiosaurus e il Supersaurus e che quindi Ultrasaurus\Ultrasauros, come genere, sia stato creato da resti di entrambi i dinosauri rinvenuti nel medesimo sito, a tutt'oggi gli studiosi considerano Ultrasauros macintoshi sinonimo junior di Supersaurus vivianae. L'unico Ultrasaurus forse corretto sul piano tassonomico è Ultrasaurus tabriensis scoperto in Corea del Sud da Kim, ma al riguardo non mancano dubbi sulla scoperta.